# Louis Gaspard Tridoulat
Louis Gaspard Tridoulat est un homme politique français né en 1740 à Albi (Tarn) et décédé le 15 août 1801 au même lieu.
Élu suppléant dans le Tarn à la Convention, il est admis à siéger le 23 septembre 1793. Il passe au Conseil des Anciens le 22 vendémiaire an IV et en sort en l'an VII, pour devenir substitut du commissaire exécutif près le tribunal criminel du Tarn.

## Sources
« Louis Gaspard Tridoulat », dans Adolphe Robert et Gaston Cougny, Dictionnaire des parlementaires français, Edgar Bourloton, 1889-1891 [détail de l’édition]